# روبرت هاريس (مدرب كرة سلة)
روبرت هاريس (بالإنجليزية: Robert Harris)‏ هو مدرب كرة سلة أمريكي، ولد في 6 ديسمبر 1886 في شيكاغو في الولايات المتحدة، وتوفي في يوليو 1964.